# Långgöl (Odensvi socken, Småland)
Långgöl är en sjö i Västerviks kommun i Småland och ingår i Botorpsströmmens huvudavrinningsområde.